# Amidan

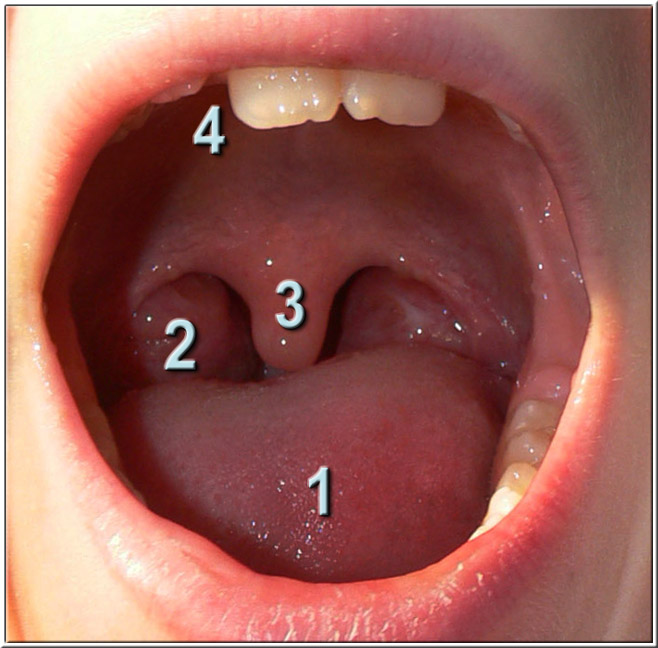
Amidan là các mô được đánh dấu bằng số 2 trên hình.

Amidan (đọc là a mi đan, từ gốc tiếng Pháp amygdales), còn có tên là hạch hạnh, amiđan, là các mô bạch huyết nằm ở ngã tư hầu họng, ở phía sau của cổ họng, vây quanh cửa hầu và tạo thành một vòng kín gọi là vòng bạch huyết quanh hầu - vòng Waldayer.